# Голюбсько-Добжинський повіт
Голюбсько-Добжинський повіт (пол. powiat golubsko-dobrzyński) — один з 19 земських повітів Куявсько-Поморського воєводства Польщі. Утворений 1 січня 1999 року в результаті адміністративної реформи

## Загальні дані
Повіт знаходиться у східній частині воєводства.
Адміністративний центр — місто Голюб-Добжинь. Станом на 1.01.2008 населення становить 45 111 осіб, площа 612,85 км².

## Демографія
Демографічні дані повіту станом на 30.06.2005:
|       | Всього | Всього | Жінки  | Жінки | Чоловіки | Чоловіки |
| ----- | ------ | ------ | ------ | ----- | -------- | -------- |
|       | осіб   | %      | осіб   | %     | осіб     | %        |
| Повіт | 45 107 | 100    | 22 790 | 50,5  | 22 317   | 49,5     |
| Міста | 17 127 | 100    | 9001   | 52,6  | 8126     | 47,4     |
| Села  | 27 980 | 100    | 13 789 | 49,3  | 14 191   | 50,7     |